# João Guilherme Fischer
João Guilherme Fischer, conhecido como Jango Fischer (Santa Maria, 9 de setembro de 1876 – Rio de Janeiro, 2 de fevereiro de 1952), foi um diplomata e pesquisador brasileiro. Era filho de Guilherme Fischer e Christina Holzbach.

## Biografia
Formou-se técnico rural pela Escola de Agricultura e Vitivinicultura de Taquari, em 1894, e engenheiro agrônomo  em 1898. Depois formou-se em farmácia e medicina pela Faculdade de Medicina do Rio de Janeiro. Não seguiu nenhuma dessas carreiras, ingressando na diplomacia. Foi vice-cônsul em Cobija, Chile, em 1909; serviu no gabinete do Barão do Rio Branco até 1911; em Paris de 1911 a 1934, e no Itamaraty de 1934 a 1944.
Em 1902 coletou fósseis no Sítio Paleontológico Sanga da Alemoa e os enviou ao professor doutor Hermann von Ihering, então diretor do Museu Paulista, em São Paulo. Eram três corpos vertebrais quase completos, um fragmento de vértebra, um dedo e quatro falanges e uma falange ungueal isolada. O material foi remetido para Arthur Smith Woodward, eminente paleontólogo do Museu Britânico, em Londres, para estudo, que resultou na determinação do primeiro réptil terrestre fóssil da América do Sul, o rincossauro, batizado por Woodward com o nome de Scaphonyx fischeri, em sua homenagem.